# Flughafen Monteagudo

i7
i11
i13
Der Flughafen von Monteagudo liegt etwa 2 km südwestlich der Stadt Monteagudo in einem Tal der Vorandenketten im Südosten Boliviens auf einer Höhe von 1118 m. 
Der Flughafen wurde im März 2016 von Evo Morales eingeweiht, der Bau hatte 53 Mio. Bolivianos gekostet. Im November 2017 wurden von der staatlichen Fluggesellschaft Boliviana de Aviación die ersten Flüge aufgenommen. Nur ein Jahr später wurde die einzige Verbindung vom Flughafen Monteagudo wieder eingestellt.